# Palaeotethys

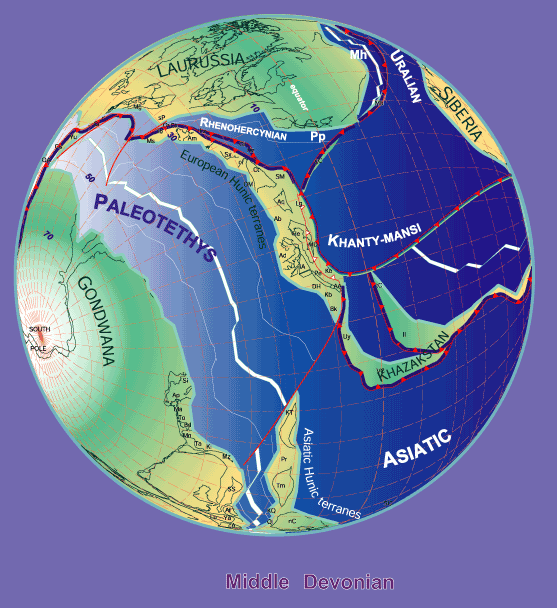
Plattentektonische Rekonstruktion zur Zeit des Mitteldevons. Zwischen dem Hun-Superterran und Gondwana öffnet sich die Palaeotethys.

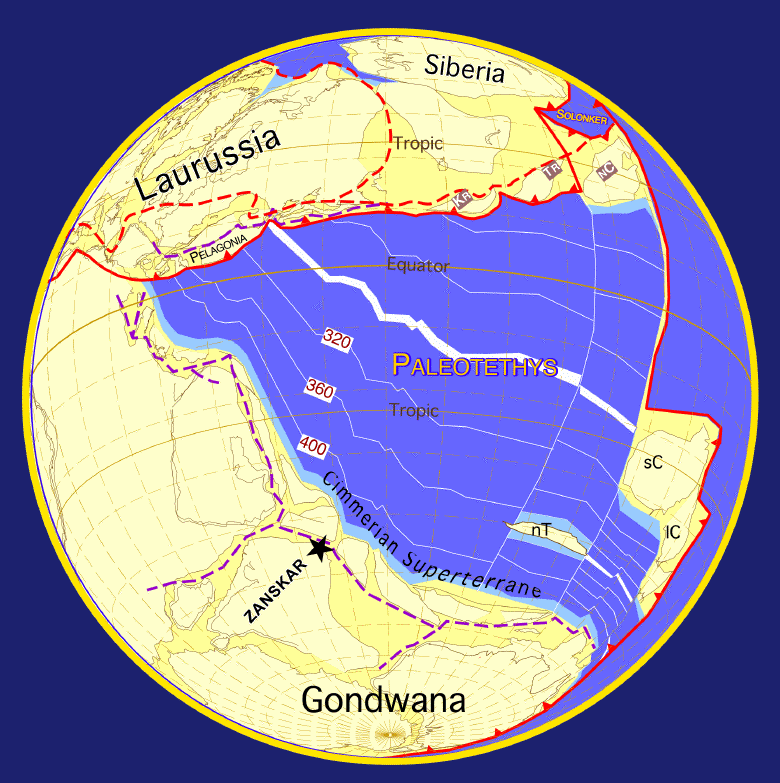
Cimmeria war noch mit Gondwana verbunden (ca. 290 mya, Unterperm).

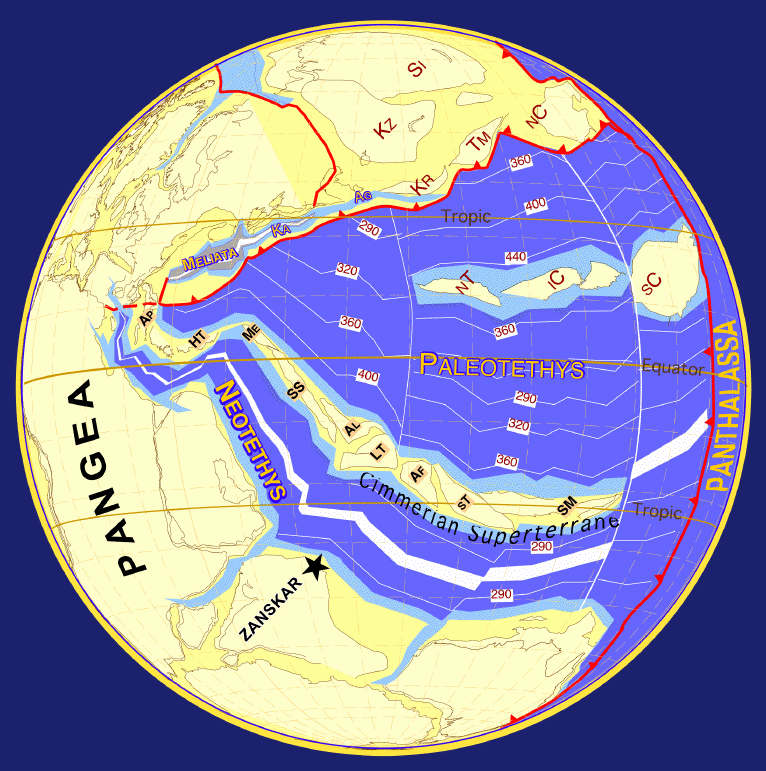
Cimmeria beginnt seine nördliche Bewegung in Richtung Laurasia (ca. 249 mya, Perm-Trias-Grenze).

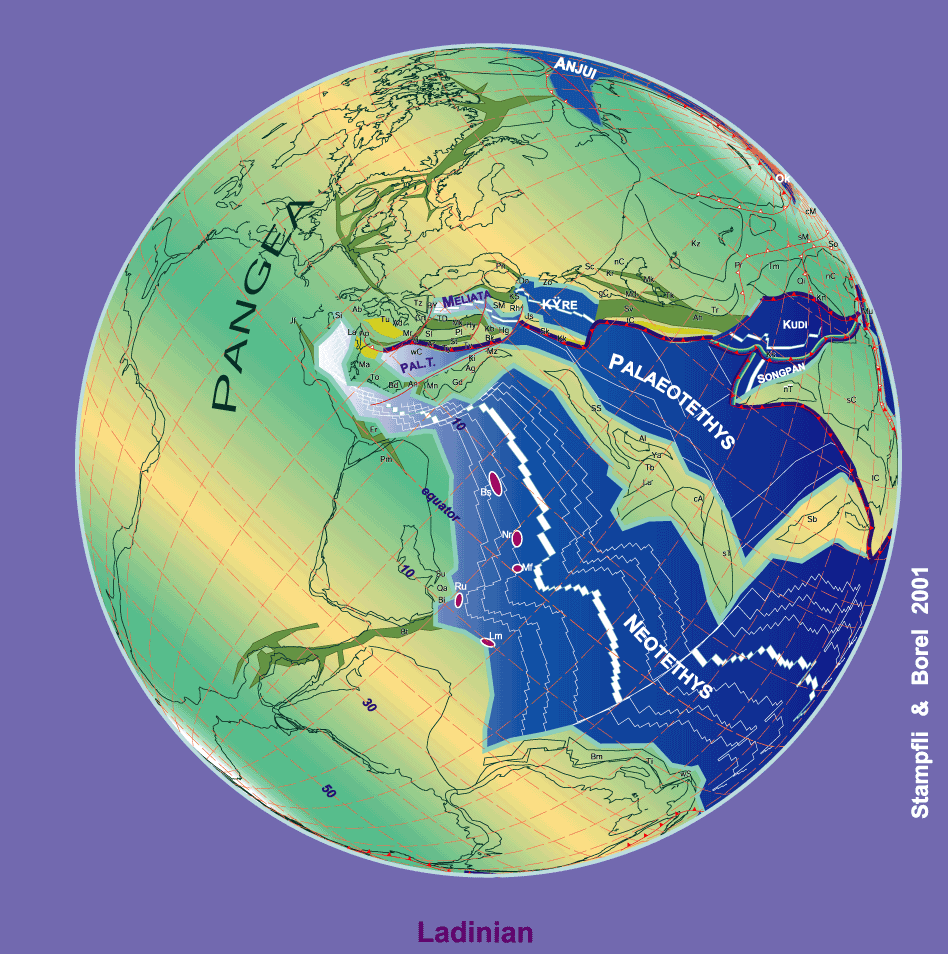
Cimmeria teilt die Tethys in eine nördliche Palaeotethys und eine südliche Neotethys (ca. 230 mya, späte Untertrias).

Die Palaeotethys (auch Paläotethys) war in der Erdgeschichte ein ursprünglich west-ost-verlaufender Ozean zwischen den Kontinenten Laurussia im Norden und Gondwana im Süden, der sich ab dem Obersilur öffnete und im Unterkarbon seine größte Ausdehnung erreicht hatte. Er war der Vorläufer der Tethys, auch Neotethys genannt, die sich ab dem Perm etwa im selben Raum öffnete, während dessen die Palaeotethys allmählich unter Laurasia subduziert wurde. Mit dem Zusammenstoß von Gondwana und Laurussia im Oberkarbon wurde die Paläotethys nach Westen hin abgeschlossen und bildete nach dem Zusammenstoß des paläo-asiatischen Kontinentalblocks (u. a. Sibiria, Kasachstania) mit Gondwana-Laurussia eine Bucht im Osten des damit entstandenen Superkontinents Pangaea.

## Entwicklung
Im Obersilur begann das Hun-Superterran vom Nordrand Gondwanas abzubrechen und nach Norden in Richtung Laurussia zu driften. Wahrscheinlich handelte es sich dabei aber nicht um einen zusammenhängenden Kleinkontinent, wie zuerst angenommen, sondern um mehrere kleinere Krustenblöcke, die sich dabei auch etwas gegeneinander bewegten. Der westliche Teil der Europäischen Hun-Terrane ist die Armorica-Terrangruppe. Bei dieser Nordwanderung wurde der Rheische Ozean nördlich des Hun-Superterrans unter Laurussia subduziert. Der Rheische Ozean schloss sich zusehends bis im frühen Oberkarbon Armorica mit Laurussia zusammenstieß und damit die Hauptphase der Variszischen Gebirgsbildung in Europa einleitete.
Das Ozeanbecken, das sich dabei zwischen dem Hun-Superterran und Gondwana öffnete, ist die Palaeotethys. Dieses erreichte etwa im Unterkarbon seine größte Ausdehnung. Im Oberkarbon wurde es im Westen durch den Zusammenstoß Gondwanas mit Laurussia, im Zuge dessen sich weitere Gebirgszüge bildeten, die, einschließlich der europäischen Varisziden, als das Herzynische System bezeichnet werden, geschlossen. Der westlichste Punkt der Paläotethys befand sich zu dieser Zeit in etwa im Bereich Südwesteuropa/Nordwestafrika. Von dort aus weitete sie sich keilartig nach Osten. Ein Kranz aus Kleinkontinenten (u. a. das heutige China und Südostasien) und Inselbögen grenzte sie ab dem Oberkarbon bis weit in das Perm hinein von der Panthalassa, dem „Ur-Pazifik“, ab.

## Schließung
Zu Beginn des Perm spaltete sich vom östlichen Nordrand Gondwanas ein weiterer Kleinkontinent ab, Kimmeria, auch Kimmeria-Superterran genannt, der im Verlauf des Perm und der Trias nach Norden auf Laurasia, den nördlichen Teil der Pangaea, zu driftete. Zwischen Gondwana und Cimmeria öffnete sich ein neues Ozeanbecken, die Neotethys, traditionell auch einfach nur Tethys genannt. Im Norden wurde die Palaeotethys zusehends unter den Südrand Laurasias subduziert. Gleichzeitig erweiterte sich die Neotethys im Verlauf der Trias nach Westen – einer von zahlreichen Vorgängen, die zum Zerfall der Pangaea führten. So begann z. B. in der Obertrias (stellenweise bereits in der Mitteltrias) auch die erste Phase der Entstehung des Zentralatlantiks mit der Einsenkung von Grabenbrüchen zwischen dem heutigen Nordamerika und dem heutigen Westafrika (u. a. → Newark-Supergruppe). Die Schließung der Palaeotethys erfolgte an der Trias-Jura-Wende durch den Zusammenprall der Kimmerischen Terrane mit Laurasia und der Bildung des Kimmerischen Faltengürtels.
Die sogenannten Balkan-Kimmeriden bilden den einzigen Abschnitt des Kimmerischen Faltengürtels, der sich heute in Europa befindet. Die Nahtstelle der Kollision verläuft heute vom Schwarzen Meer südwestlich durch Süd-Bulgarien nach Chalkidiki und dann über Mazedonien in den Kosovo und Serbien. Es ist allerdings zu beachten, dass dies weder der ursprünglichen Lage noch der ursprünglichen Geometrie der Balkan-Kimmeriden entspricht, da beides durch die spätere Alpidische Gebirgsbildung verändert wurde.

## Sonstiges
In der älteren Literatur wird oft nicht zwischen der Palaeotethys und der nachfolgenden (Neo-)Tethys unterschieden. Nach den neueren plattentektonischen Modellen handelt es sich jedoch um zwei verschiedene Ozeane, die ungefähr dieselbe paläogeographische Position einnahmen.
Alternative plattentektonische Modelle erklären die Variszische Gebirgsbildung ohne Beteiligung eines von Gondwana losgelösten Armorikanischen Terrans und gehen von einem direkten Zusammenstoß Gondwanas mit Mitteleuropa aus.